# Thu nhập cố định
Thu nhập cố định đề cập đến bất kỳ loại hình đầu tư mà trong đó người vay hoặc tổ chức phát hành có nghĩa vụ thanh toán một số tiền cụ thể vào thời gian cố định. Ví dụ, người đi vay có thể phải trả lãi suất cố định mỗi năm một lần và hoàn trả số tiền gốc khi đáo hạn. Chứng khoán thu nhập cố định - thường được gọi là trái phiếu - có thể đối lập với chứng khoán vốn - thường được gọi là cổ phiếu - không tạo ra nghĩa vụ trả cổ tức hoặc bất kỳ hình thức thu nhập nào khác. Trái phiếu có mức độ bảo vệ pháp lý đối với các nhà đầu tư mà chứng khoán vốn không có - trong trường hợp phá sản, người sở hữu trái phiếu sẽ được hoàn trả sau khi thanh lý tài sản, ngược lại những người sở hữu cổ phiếu thường không được nhận khoản hoàn trả đó.
Một công ty để phát triển kinh doanh thường phải tăng ngân quỹ - ví dụ như huy động vốn để mua thiết bị, đất đai hoặc đầu tư vào quá trình phát triển sản phẩm mới. Các điều khoản mà các nhà đầu tư sẽ tài trợ cho công ty sẽ phụ thuộc vào hồ sơ rủi ro của công ty. Công ty có thể từ bỏ vốn chủ sở hữu bằng cách phát hành cổ phiếu hoặc cam kết trả lãi thường xuyên và trả nợ gốc cho khoản vay (trái phiếu hoặc khoản vay ngân hàng). Các chứng khoán có thu nhập cố định cũng giao dịch khác biệt so với cổ phiếu. Trong khi cổ phiếu, như cổ phiếu thông thường, giao dịch trên sàn giao dịch hoặc các địa điểm giao dịch đã được thiết lập khác, nhiều chứng khoán có thu nhập cố định lại được giao dịch qua thị trường chứng khoán phi tập trung dựa trên nguyên tắc chính.
Thuật ngữ "cố định" trong "thu nhập cố định" đề cập đến cả thời hạn và số tiền thanh toán bắt buộc. "Chứng khoán có thu nhập cố định" có thể được phân biệt với trái phiếu có chỉ số lạm phát, trái phiếu có lãi suất thay đổi và các khái niệm khác. Nếu một tổ chức bỏ lỡ khoản thanh toán cho chứng khoán thu nhập cố định, thì nhà phát hành đó sẽ bị vỡ nợ, và tùy thuộc vào luật liên quan và cấu trúc vận hành của chứng khoán, những người được nhận khoản thanh toán đó có thể buộc tổ chức phát hành phá sản. Ngược lại, nếu một công ty không chia cổ tức hàng quý cho cổ đông (không có thu nhập cố định) thì sẽ không vi phạm bất kỳ giao ước thanh toán nào và không bị vỡ nợ.
Thuật ngữ "thu nhập cố định" cũng được áp dụng cho thu nhập của một người không thay đổi về mặt vật chất theo thời gian. Điều này có thể bao gồm thu nhập có được từ các khoản đầu tư có thu nhập cố định như trái phiếu, cổ phiếu ưu đãi hoặc lương hưu. Khi hưu trí phụ thuộc vào lương hưu như nguồn thu nhập chủ yếu của họ, thuật ngữ "thu nhập cố định" chỉ rằng họ có thu nhập tùy ý tương đối hạn chế hoặc có ít tự do tài chính để thực hiện các khoản chi tiêu tự chủ.

## Các loại người vay
Các chính phủ phát hành trái phiếu chính phủ băng nội tệ hoặc ngoại tệ. Chính quyền và địa phương phát hành trái phiếu đô thị để tài trợ cho các dự án hoặc các kế hoạch chi tiêu lớn khác. Trái phiếu do các tổ chức được chính phủ bảo lãnh phát hành được gọi là Trái phiếu được Chính phủ bảo lãnh. Các công ty có thể phát hành trái phiếu doanh nghiệp hoặc nhận tiền từ ngân hàng thông qua khoản vay của công ty. Cổ phiếu ưu đãi chia sẻ một số đặc điểm của trái phiếu lãi suất cố định. Các khoản cho vay của ngân hàng được bảo đảm (ví dụ: nợ thẻ tín dụng, cho vay mua ô tô hoặc thế chấp) có thể tạo thành các loại sản phẩm thu nhập cố định khác như ABS - chứng khoán được bảo đảm bằng tài sản có thể được giao dịch trên quầy không chính thức giống như trái phiếu doanh nghiệp và trái phiếu chính phủ.

## Thuật ngữ
Một số thuật ngữ được sử dụng liên quan đến các khoản đầu tư này là:
- Nhà phát hành là tổ chức (công ty hoặc chính phủ) vay tiền bằng cách phát hành trái phiếu và phải trả lãi và hoàn trả vốn đúng hạn.
- Tiền gốc của trái phiếu – còn được gọi là giá trị đáo hạn, mệnh giá – là số tiền mà tổ chức phát hành vay và phải trả cho người cho vay.
- Lãi coupon (của trái phiếu) là tiền lãi hàng năm mà tổ chức phát hành phải trả, được biểu thị bằng phần trăm của tiền gốc.
- Ngày đáo hạn là ngày kết thúc của trái phiếu, là ngày mà tổ chức phát hành phải trả lại tiền gốc.
- Sự phát hành là một thuật ngữ khác để chỉ chính trái phiếu.
- Trong một số trường hợp, khế ước là hợp đồng nêu rõ tất cả các điều khoản của trái phiếu.

## Các nhà đầu tư
Các nhà đầu tư vào chứng khoán có thu nhập cố định thường tìm kiếm lợi nhuận từ đầu tư ổn định và an toàn. Ví dụ: một người đã nghỉ hưu có thể nhận một khoản thanh toán đáng tin cậy thường xuyên để trang trải cuộc sống thay vì vay nợ. Người này có thể mua một trái phiếu bằng tiền của họ và sử dụng khoản thanh toán bằng tiền lãi như một khoản thanh toán đáng tin cậy thông thường. Khi trái phiếu đáo hạn người đó sẽ được nhận lại khoản tiền đó. Các nhà đầu tư chính vào chứng khoán có thu nhập cố định là các nhà đầu tư tổ chức, chẳng hạn như quỹ hưu trí, quỹ tương hỗ, quỹ phòng hộ, quỹ tài sản có chủ quyền, quỹ tài trợ, công ty bảo hiểm và các tổ chức khác.

## Các yếu tố định giá
Con số chính được sử dụng để đánh giá giá trị của trái phiếu là lợi suất hoàn lại gộp, một tính toán thu nhập dự kiến và tăng trưởng vốn trong khoảng thời gian đến ngày đáo hạn. Mục đích của nó là dự đoán giá trị của trái phiếu nếu nó được giữ cho đến ngày đáo hạn. Các khoản đầu tư có thu nhập cố định như trái phiếu và các khoản cho vay thường được định giá như một khoản tín dụng chênh lệch trên tỷ lệ tham chiếu rủi ro thấp, chẳng hạn như trái phiếu LIBOR Chính phủ Hoa Kỳ hoặc Chính phủ Đức có cùng thời hạn. Ví dụ: nếu một khoản thế chấp 30 năm bằng đô la Mỹ có tổng lợi suất hoàn lại là 5% mỗi năm và Trái phiếu kho bạc Hoa Kỳ 30 năm có tổng lợi tức hoàn lại là 3% mỗi năm (được gọi là lợi suất phi rủi ro), chênh lệch tín dụng là 2% mỗi năm (đôi khi được gọi là 200 điểm cơ bản). Chênh lệch tín dụng phản ánh rủi ro vỡ nợ. Lãi suất phi rủi ro được xác định dựa trên nhiều yếu tố bởi thị trường và thay đổi theo thời gian, ví dụ: lãi suất cơ bản do các ngân hàng trung ương như Cục Dự trữ Liên bang Hoa Kỳ, Ngân hàng Trung ương Anh và Khu vực đồng Euro ECB thiết lập ngắn hạn. Nếu phiếu giảm giá trên trái phiếu thấp hơn lợi tức, thì giá của nó sẽ thấp hơn mệnh giá, và ngược lại.
Khi mua một trái phiếu, người mua tập hợp các dòng tiền dựa vào phán đoán lãi suất và tỷ giá hối đoái thay đổi như thế nào trong vòng đời của nó.
Cung và cầu ảnh hưởng đến giá cả, đặc biệt là trong trường hợp những người tham gia thị trường bị hạn chế trong các khoản đầu tư mà họ thực hiện. Các công ty bảo hiểm và quỹ hưu trí thường có các khoản nợ dài hạn mà họ muốn phòng ngừa, đòi hỏi rủi ro thấp, dòng tiền có thể dự đoán được, chẳng hạn như trái phiếu chính phủ có niên hạn dài.
Một số chứng khoán có thu nhập cố định, chẳng hạn như chứng khoán được đảm bảo bằng thế chấp, có các đặc điểm riêng biệt, chẳng hạn như trả trước, ảnh hưởng đến việc định giá của chúng.

## Trái phiếu liên quan đến lạm phát
Ngoài ra còn có các trái phiếu được chỉ số lạm phát - chứng khoán được liên kết với một chỉ số giá cụ thể. Phổ biến nhất là Chứng khoán được Bảo vệ Lạm phát của Kho bạc Hoa Kỳ (TIPS) và Vàng có Liên kết Chỉ số của Vương quốc Anh. Các khoản trả lãi và gốc của loại trái phiếu này được điều chỉnh phù hợp với Chỉ số giá tiêu dùng (ở Mỹ, đây là chỉ số CPI-U cho người tiêu dùng thành thị). Điều này có nghĩa là những trái phiếu này được đảm bảo sẽ vượt trội hơn tỷ lệ lạm phát. Điều này cho phép các nhà đầu tư bảo toàn sức mua của tiền của họ ngay cả trong thời điểm lạm phát cao. 
Ví dụ, công ty lạm phát 3,88% trong suốt một năm (chỉ bằng khoảng 56 năm trung bình lãi suất thực tế, trong hầu hết năm 2006), và lợi suất thực tế là 2,61% (lợi suất thực tế cố định của Kho bạc Hoa Kỳ vào ngày 19 tháng 10 năm 2006, cho TIPS 5 năm), tiền gốc điều chỉnh của thu nhập cố định sẽ tăng từ 100 lên 103,88 và thì lợi tức thực tế sẽ được áp dụng cho tiền gốc đã điều chỉnh, nghĩa là 103,88 x 1,0261, bằng 106,5913; mang lại tổng lợi nhuận là 6,5913%. TIPS tốt hơn vừa phải so với Kho bạc Hoa Kỳ thông thường, chỉ mang lại 5,05% cho hóa đơn một năm vào ngày 19 tháng 10 năm 2006.

## Phái sinh
Các công cụ phái sinh thu nhập cố định bao gồm các công cụ phái sinh lãi suất và các công cụ phái sinh tín dụng. Thông thường phái sinh lạm phát cũng được đưa vào định nghĩa này. Có rất nhiều sản phẩm phái sinh thu nhập cố định: quyền chọn, hợp đồng hoán đổi, hợp đồng tương lai cũng như hợp đồng kỳ hạn. Các loại được giao dịch rộng rãi nhất là:
- Hợp đồng hoán đổi rủi ro tín dụng
- Hợp đồng hoán đổi lãi suất
- Hợp đồng hoán đổi lạm phát
- Hợp đồng tương lai trái phiếu chính phủ kỳ hạn 2/10/30 năm
- Hợp đồng tương lai lãi suất của lãi suất liên ngân hàng kỳ hạn 90 ngày
- Hợp đồng kỳ hạn lãi suất

## Rủi ro
Chứng khoán có thu nhập cố định có những rủi ro có thể bao gồm nhưng không giới hạn ở những rủi ro sau, nhiều rủi ro trong số đó đồng nghĩa, loại trừ lẫn nhau hoặc có liên quan:
- rủi ro lạm phát - sức mua của các khoản thanh toán gốc và lãi sẽ giảm trong thời hạn của chứng khoán
- rủi ro lãi suất - lãi suất tổng thể sẽ thay đổi so với mức sẵn có khi chứng khoán được bán, tạo ra chi phí cơ hội
- rủi ro tiền tệ – tỷ giá hối đoái với các đồng tiền khác sẽ thay đổi trong thời hạn của chứng khoán, gây mất sức mua ở các nước khác
- rủi ro vỡ nợ - tổ chức phát hành sẽ không thể thanh toán các khoản thanh toán lãi hoặc trả nợ gốc theo lịch trình do khó khăn tài chính hoặc lý do khác
- rủi ro tái đầu tư - người mua sẽ không thể mua một chứng khoán khác có lợi nhuận tương tự khi chứng khoán hiện tại đáo hạn
- rủi ro thanh khoản – người mua sẽ yêu cầu số tiền gốc cho mục đích khác trong thời gian ngắn, trước khi chứng khoán đáo hạn và không thể đổi chứng khoán đó lấy tiền mặt trong khoảng thời gian cần thiết mà không bị mất giá trị hợp lý
- rủi ro thu hồi - tổ chức phát hành sẽ mua lại hoặc thu hồi chứng khoán có thu nhập cố định trước ngày đáo hạn, điều này có thể dẫn đến việc nhà đầu tư nhận được tiền gốc sớm hơn dự kiến và có khả năng ở mức lãi suất hoặc giá thấp hơn
- rủi ro kỳ hạn
- rủi ro độ lồi
- rủi ro chất lượng tín dụng
- rủi ro chính trị – hành động của chính phủ sẽ khiến chủ sở hữu mất đi lợi ích của chứng khoán
- rủi ro điều chỉnh thuế
- rủi ro thị trường – rủi ro của những thay đổi trên toàn thị trường ảnh hưởng đến giá trị của chứng khoán
- rủi ro sự kiện – rủi ro mà các tác động bên ngoài sẽ khiến chủ sở hữu mất đi lợi ích của chứng khoán